# Кижское общество
Ки́жское общество — сельское общество, входившее в состав Великогубской волости Петрозаводского уезда Олонецкой губернии.

## Общие сведения
На 1892 общество состояло из 42 деревень, в которых числилось 313 домов, 1238 мужчин и 1320 женщин. Крестьяне владели двумя категориями земли, 3508.3 десятин доходностью в 1 рубль 20 копеек и 5641.3 десятин в 5 копеек с десятины соответственно, кроме того у деревень имелись 2432.1 десятин лесных наделов доходностью по 5 копеек с десятины. Несмотря на значительное количество земли, многие наделы были малопригодны для земледелия и пахотной земли не хватало, а наличествовавшая была подвержена ужасной чересполосице. Налог платился с десятины и ежегодно распределялся по уездам в зависимости от урожайности, на 1904 год он составил около 38 процентов от доходности земель общества, причем различные деревни иногда платили несоразмерно за одинаковую землю из-за неправильного её определения её качества землемерами. Переделы наделов не практиковались из-за чрезвычайной трудности расчистки земли под пашню. В результате почти за всеми деревнями общества накапливались недоимки, за которые крестьяне отвечали по принципу круговой поруки. Кроме налогов с земли крестьяне общества должны были поставлять 17 лошадей с возничими для перевозки воинского начальства.
Волостное правление располагалось в селении Великогубский погост с выселком Моглицов.
2 декабря 1911 г. на Кижском сельском сходе под председательством сельского старосты Рябинина было решено выделиться из состава Великогубской волости в особую волость и ввиду празднования 300-летия Дома Романовых назвать новую волость «Романовской-Кижской».
В настоящее время территория общества относится к Великогубскому сельскому поселению Медвежьегорского района Республики Карелия.

## Кижский сельсовет
Председателем Кижского сельсовета стал Д. С. Богданов, в его ведении оказалось 42 деревни. Когда встал вопрос о том, что кижские храмы не нужны (тогда это был не музей, а храм, где шла церковная служба), Богданов выступил в защиту этого памятника архитектуры.
Ранее Дмитрий Степанович Богданов служил на миноносце Кречет, комсомолец (с 1924), партиец (с 1927), организовал комсомольскую ячейку, стал секретарём волкома комсомола, после петрозаводских курсов стал избачом, то есть заведовал избой-читальней, работал директором Оленеостровских горных разработок. Затем уже стал председателем.
На территории сельсовета было в то время три магазина, пять школ, восемь ветряных мельниц и одна паровая, две кузницы, пять парусников вместимостью от двухсот до четырёхсот пудов, один маленький пароход.
Первый колхоз, его назвали «Северная искра», появился в мае 1929 года. Располагался он на землях Кижского острова. Председателем колхоза был избран Василий Михайлович Васильев — крестьянин из деревни Васильево. Почти всю территорию острова Кижи занимала пашня. Дмитрий Степанович Богданов считал, что здесь была самая плодородная земля на всём Заонежье, немного уступая землям крестьян из деревни Телятники на Кяркострове.

## Населённые пункты
Согласно «Спискам населённых мест Олонецкой губернии» по переписям 1873 и 1905 годов общество состояло из следующих населённых пунктов:
| №  | Населённый пункт | Расстояние до волостного правления в вёрстах | По переписи 1873 года | По переписи 1873 года | По переписи 1905 года | По переписи 1905 года |
| №  | Населённый пункт | Расстояние до волостного правления в вёрстах | Количество семей      | Всего жителей         | Количество семей      | Всего жителей         |
| -- | --- | -------------------------------------------- | --------------------- | --------------------- | --------------------- | --------------------- |
| 1  | Липовиц (Липовцы, Новая Заживка) | 16                                           | 11                    | 88                    | 11                    | 145                   |
| 2  | Пустой берег, в переписи 1873 года включает Зубовскую, Подъельник и Березовщину                                                                                        | 18                                           | 20                    | 155                   | 13                    | 74                    |
| 3  | Подъельник | 16                                           |                       |                       | 7                     | 71                    |
| 4  | Зубово | 17                                           |                       |                       | 5                     | 32                    |
| 5  | Оятевщина, в переписи 1873 года включает Леоновскую, Ереневскую и Гарцову                                                                                              | 19                                           | 13                    | 101                   | 14                    | 125                   |
| 6  | Еренева | 20                                           |                       |                       | 3                     | 26                    |
| 7  | Боярщина (Козаревская) | 21                                           | 17                    | 126                   | 18                    | 156                   |
|    | Деревни западного берега, в переписи 1873 года включают Жареникову, Марковскую, Малышево, Вик-остров, Клинову и Виш-остров                                             |                                              | 22                    | 137                   |                       |                       |
| 8  | Клиново | 22                                           |                       |                       | 3                     | 33                    |
| 9  | Мальково | 22                                           |                       |                       | 7                     | 44                    |
| 10 | Жарниково | 23                                           |                       |                       | 10                    | 60                    |
| 11 | Дудниково | 23                                           |                       |                       | 2                     | 16                    |
| 12 | Телятниково (Грузиновская) | 24                                           | 9                     | 77                    | 11                    | 108                   |
| 13 | Сычевская (Прохновская) | 20                                           | 10                    | 79                    | 13                    | 111                   |
| 14 | Еглова (Егловская), в переписи 1873 года включает Рогачевскую | 15                                           | 13                    | 86                    | 10                    | 73                    |
| 15 | Рогачево | 15                                           |                       |                       | 5                     | 32                    |
| 16 | Посад (Волкостров, Нивоновская) | 15                                           | 28                    | 225                   | 9                     | 72                    |
| 17 | Шунгская (Шуйно) | 15                                           |                       |                       | 6                     | 39                    |
| 18 | Носоновская | 15                                           |                       |                       | 4                     | 37                    |
| 19 | Щепиной | 15                                           |                       |                       | 3                     | 12                    |
| 20 | Феньково | 15                                           |                       |                       | 4                     | 47                    |
| 21 | Сергачевская | 15                                           |                       |                       | 3                     | 18                    |
| 22 | Шляминская | 16                                           | 4                     | 30                    | 4                     | 28                    |
|    | Деревни Кижского острова (I), в переписи 1873 года включают Северный Конец, Солдатовскую, Бишеву, Морозову, Коловскую, Бачурину, Средне-Бачурину, Удав-Наволок и Кижев |                                              | 8                     | 79                    |                       |                       |
| 23 | Кяжево | 16                                           |                       |                       | 3                     | 13                    |
| 24 | Морозова | 16                                           |                       |                       | 1                     | 7                     |
| 25 | Бачурина | 16                                           |                       |                       | 3                     | 24                    |
| 26 | Бишево | 16                                           |                       |                       | 2                     | 11                    |
|    | Деревни Кижского острова (II), в переписи 1873 года включают Южный Конец, Дудкиных-Наволок, Ольхинскую, Харлачевскую, Лукинщину, Александрово                          |                                              | 17                    | 144                   |                       |                       |
| 27 | Босарево | 16                                           |                       |                       | 1                     | 11                    |
| 28 | Лукинская (Лукинщина) | 20                                           |                       |                       | 2                     | 19                    |
| 29 | Ямка и Ольхина | 18                                           |                       |                       | 10                    | 79                    |
| 30 | Наволок | 20                                           |                       |                       | 6                     | 34                    |
| 31 | Кургеницы (Кургицы), в переписи 1873 года включает Севняки и Лахту | 16                                           | 31                    | 260                   | 24                    | 216                   |
| 32 | Лахта | 16                                           |                       |                       | 11                    | 132                   |
| 33 | Гивес наволок, в переписи 1873 года включает Ошевневу и Чуровскую | 17                                           | 9                     | 66                    | 7                     | 44                    |
| 34 | Ошевнево | 18                                           |                       |                       | 5                     | 29                    |
|    | Пахинский берег, в переписи 1873 года включает Глебовскую, Монтины, Халшеву, Воробьи и Мячиковскую                                                                     | 18                                           | 16                    | 148                   |                       |                       |
| 35 | Глебова | 18                                           |                       |                       | 2                     | 22                    |
| 36 | Маньшиной | 18                                           |                       |                       | 5                     | 52                    |
| 37 | Воробьев | 18                                           |                       |                       | 10                    | 88                    |
| 38 | Середка (Середская), в переписи 1873 года включает Потаневскую, Посад и Перевесье                                                                                      | 19                                           | 21                    | 156                   | 17                    | 78                    |
| 39 | Потаневщина | 18                                           |                       |                       | 6                     | 46                    |
| 40 | Посад Сеукса | 19                                           |                       |                       | 7                     | 20                    |
| 41 | Корба в переписи 1873 года включает Антимовскую, Кузнецкую, Павел-Наволок                                                                                              | 20                                           | 20                    | 123                   | 12                    | 114                   |
| 42 | Кузнецы | 20                                           |                       |                       | 14                    | 157                   |

## Религия
За православной общиной на территории общества — Кижским приходом Петрозаводского благочиния — числились следующие культовые постройки:
- Летняя церковь Преображения Господня в Кижах — деревянная постройка 1714 года,  Объект культурного наследия № 1010021060№ 1010021060. У церкви имелась колокольня, разобранная между 1869 и 1874 годами. В 1874 году построена новая отдельно стоящая колокольня,  Объект культурного наследия № 1010021059№ 1010021059.
- Зимняя церковь Покрова Богородицы в Кижах — деревянная постройка 1764 года,  Объект культурного наследия № 1010021061№ 1010021061.
- Церковь Зосимы и Савватия Соловецких в Липовицах — деревянная постройка около 1900—1910 годов,  Объект культурного наследия № 1040033000№ 1040033000.
- Часовня Успения Богородицы в Васильеве — деревянная постройка второй половины XVII века,  Объект культурного наследия № 1010023000№ 1010023000.
- Часовня Святого Дмитрия Солунского в Ямке — деревянная постройка второй половины XVIII века[11], не сохранилась.
- Часовня иконы Божьей Матери «Всех скорбящих радость» в Еглове — деревянная постройка около 1775—1825 годов[12],  Объект культурного наследия № 1010019000№ 1010019000.
- Часовня Апостолов Петра и Павла в Волкострове — деревянная постройка около 1750—1770 годов,  Объект культурного наследия № 1010017000№ 1010017000.
- Часовня великомученицы Параскевы и преподобного Варлаама Хутынского в Подъельниках — деревянная постройка около 1860—1865 годов,  Объект культурного наследия № 1010035000№ 1010035000.
- Часовня положения пояса Пресвятой Богородицы в Кургеницах — деревянная постройка 1748 года, не сохранилась.
- Часовня Святых Кирика и Иулитты в Воробьях — деревянная постройка 1885 года,  Объект культурного наследия № 1010018000№ 1010018000.
- Часовня Ильи Пророка в Телятникове — деревянная постройка второй половины XVIII века[13], сгорела в 1950-х[14].
- Часовня Знамения Богородицы в Корбе — деревянная постройка второй половины XVIII века,  Объект культурного наследия № 1010027000№ 1010027000.

Также к Кижскому приходу относилась церковь введения во храм Богородицы в Сибове из Великогубского общества. Эта деревянная постройка XVIII века изначально была сооружена как часовня, а в 1865 году перестроена в церковь.  Объект культурного наследия № 1000462000. Сгорела в 1977 году. 
Также к Кижскому приходу относилась пара часовен из Сенногубского общества (в Косельге и Воев-Наволоке).